# Rincoteri
Els rincoteris (Rhynchotherium) són un gènere extint de mamífers proboscidis de la família dels gomfotèrids que visqueren a les Amèriques entre el Miocè superior i el Plistocè. Se n'han trobat restes fòssils a Costa Rica, El Salvador, els Estats Units, Guatemala, Hondures i Mèxic. Les espècies d'aquest grup tenien la mandíbula llarga i estaven dotades d'ullals de gran llargada, tant en el maxil·lar superior com en l'inferior. Probablement aparegueren a Centreamèrica i des d'allí passaren a Nord-amèrica.